# Dyspteris amata
Dyspteris amata là một loài bướm đêm trong họ Geometridae.